# جون دايسون (لاعب كريكت)
جون دايسون (11 يونيو 1954 في أستراليا - ) (بالإنجليزية: John Dyson)‏ هو لاعب كريكت أسترالي. شارك مع منتخب أستراليا الوطني للكريكت. أما مع النوادي، فقد لعب مع فريق جنوب ويلز الجديد للكريكت ‏.

## وصلات خارجية
- جون دايسون على موقع إي آس بي آن كريك إنفو (الإنجليزية)